# دانکن کمبل اسکات
دانکن کمبل اسکات (انگلیسی: Duncan Campbell Scott؛ ۲ اوت ۱۸۶۲ – ۱۹ دسامبر ۱۹۴۷) یک شاعر، نویسنده، نثرنویس، دیوان‌سالار و سیاستمدار اهل کانادا بود. وی به‌همراه تنی چند از شاعران دیگر، از «شاعران کنفدراسیون کانادا» محسوب می‌شود.
وی مدتی طولانی، از سال ۱۹۱۳ تا ۱۹۳۲ میلادی، سرپرست و قائم‌مقام «ادارهٔ امور سرخپوستان» در کانادا بود و یکی از افراد مؤثر در پروژهٔ همگون‌سازی و تطبیق اقوام اولیه کانادا با جامعهٔ استعمارگران و ساکنان جدید کانادا محسوب می‌شد.
با آنکه اسکات را عموماً به‌واسطهٔ آثار ادبی و اشعارش می شناختند، اما میراث و اعتبارش به‌خاطر کارهایی که در «ادارهٔ امور سرخپوستان» انجام داد، لکه‌دار شد. در واقع، پس از وارسی و موشکافی فعالیت‌های او در قرن ۲۱، آنها را نوعی نسل‌کشی فرهنگی و پاکسازی نژادی قلمداد کردند.